# Grenache blanc
Grenache blanc (Grenaš bijeli, Belan, Garnaxta, Silla Blanc) je bijela sorta porijeklom iz Španjolske. Ima dobru rodnost a pun vinski potencijal iskazuje tek sa smanjivanjem uroda. Daje zanimljiva vina uz pravilnu vinifikaciju i bez malolaktičke fermentacije.
Vino je boje slame s visokim udjelom alkohola. Kiseline u vinu su prisutne u hladnijim klimatskim uvjetima, a u toplijim ih gotovo i nema. Aroma podsjeća na zelene jabuke i mandarinke uz slabi okus breskve. 

## Vanjske poveznice
- Mali podrum  Arhivirana inačica izvorne stranice od 28. rujna 2007. (Wayback Machine) - Grenache blanc; hrvatska vina i proizvođači